# Ente di classificazione navale
Un ente di classificazione navale è un'organizzazione non governativa che stabilisce norme e specifiche tecniche per la progettazione e costruzione di natanti e piattaforme petrolifere. L'ente verifica e certifica che la costruzione abbia seguito tali norme e che tali caratteristiche vengano conservate durante l'operatività della struttura, in particolare prima e dopo le riparazioni.
Le norme e regole stabilite nel tempo da questi enti sono considerate d'interesse generale e pertanto le società di classificazione sono a loro volta soggette a controlli e riconoscimenti da parte degli stati marittimi.

## Storia
Nella seconda metà del Settecento i commercianti, armatori e capitani di mare londinesi si riunivano spesso nella Lloyd's Coffee House per scambiarsi chiacchiere e informazioni e concludere accordi, fra cui quelli di tipo assicurativo. Gli assicuratori avevano tuttavia bisogno di accertare la qualità delle navi che avrebbero dovuto assicurare. Nel 1760 fu costituita la Register Society, la prima società di classificazione, per pubblicare un annuario navale. Questa pubblicazione classificava ogni anno le condizioni degli scafi e delle attrezzature di ogni nave. Le condizioni dello scafo erano classificate con A, E, I, O o U. Le attrezzature (alberatura, velatura, sartiame) erano classificate G, M, o B: le iniziali di good, middling e bad. Successivamente G, M e B furono sostituite da 1, 2 e 3. A1 era la classificazione massima. 
La prima edizione del Register of Ships fu pubblicata nel 1764.
Nel 1834 la Register Society pubblicò le prime regole per la verifica e la classificazione dei natanti, e cambiò il proprio nome in Lloyd's Register of British and Foreign Shipping. Mentre in precedenza i controlli erano eseguiti da capitani di mare in pensione, a partire da questo momento fu organizzata una burocrazia di ispettori e di personale amministrativo.
Nel frattempo nascevano istituzioni simili anche nelle altre nazioni marittime. Il Bureau Veritas fu fondato ad Anversa nel 1828 e si trasferì a Parigi nel 1832.
Il Registro Italiano Navale fu fondato a Genova nel 1861. L'anno successivo nacque l' American Bureau of Shipping. L'adozione di regole comuni per la costruzione delle navi fra gli assicuratori norvegesi portò alla creazione della Det Norske Veritas nel 1864. Negli anni successivi furono fondati il Germanischer Lloyd nel 1867 e il Nippon Kaiji Kyokai nel 1899. Il registro navale russo deriva dal registro fluviale del 1913.
Nel 1919 al Pireo fu fondato il registro navale ellenico.
Con l'evolversi dell'attività di classificazione, l'uso di assegnare classi distinte è stato abbandonato, con qualche eccezione. Oggi se una nave risponde ai requisiti della propria classe viene classificata 'in', altrimenti  'out' rispetto alla classe. Gli enti di classificazione non rilasciano attestati che affermino se una nave è in grado di navigare o meno, ma solo se è conforme ai requisiti richiesti.
Tuttavia, ogni ente di classificazione ha elaborato delle serie di notazioni aggiuntive per indicare se un natante risponde a requisiti ulteriori.
Nel 2013 il Germanischer Lloyd e il Det Norske Veritas si sono fusi, dando vita al DNV GL.

## Attività
L'ente di classificazione svolge varie attività, fra le quali ci sono le seguenti: 
- la classificazione consiste nell'attribuire ad un natante una classe secondo determinati criteri e requisiti stabiliti dallo stesso ente;
- la certificazione consiste nel verificare la conformità dei natanti e delle loro attrezzature ai regolamenti nazionali e internazionali, relativi alla classe di appartenenza: la verifica positiva viene formalizzata dal rilascio di un certificato. L'ente verifica innanzitutto che i disegni e i calcoli siano rispondenti alle regole; poi controlla che la costruzione corrisponda al progetto; infine ispeziona periodicamente che il natante risponda sempre ai requisiti della sua classe, altrimenti il certificato perderà validità. Per far svolgere tutti questi controlli l'armatore della nave stipula un contratto con l'ente di classificazione.
- la tenuta di pubblici registri, in particolar modo di quelli navali.

## Conflitto d'interessi
L'ente classificatore che deve controllare l'imbarcazione è scelto e pagato dall'armatore, questo solleva la questione del conflitto di interessi. 
Gli enti si difendono, sostenendo di vivere sulla propria reputazione, perciò se un ente rifiuta di certificare un natante, difficilmente lo farà un altro ente. In gran parte questo è merito del ruolo di sorveglianza esercitato della IACS.

Gli enti di classificazione navale possono operare sia in ambito civile che in ambito militare, e pertanto anche nella certificazione di prodotto e di processo relativa a strutture bivalenti.

## IACS
I principali enti sono riuniti nella International Association of Classification Societies, che conta attualmente dodici membri.
L'associazione ha lo scopo di promuovere norme di sicurezza sempre più rigorose e di garantire l'uniformità dell'applicazione delle norme internazionali.
I membri attuali sono:

| Nome                                                         | Sigla  | Fondazione | Sede            |
| ------------------------------------------------------------ | ------ | ---------- | --------------- |
| Lloyd's Register                                             | LR     | 1760       | Londra          |
| Bureau Veritas                                               | BV     | 1828       | Parigi          |
| Registro Italiano Navale                                     | RINA   | 1861       | Genova          |
| American Bureau of Shipping                                  | ABS    | 1862       | Houston         |
| Det Norske Veritas                                           | DNV GL | 1864       | Oslo            |
| Nippon Kaiji Kyokai                                          | NK     | 1899       | Tokyo           |
| Российский морской регистр судоходства Registro navale russo | RS     | 1913       | San Pietroburgo |
| Polski Rejestr Statków Registro navale polacco               | PRS    | 1936       | Danzica         |
| Hrvatski Registar Brodova Registro navale croato             | CRS    | 1949       | Spalato         |
| China Classification Society                                 | CCS    | 1956       | Pechino         |
| Korean Register of Shipping                                  | KR     | 1960       | Pusan           |
| Indian Register of Shipping                                  | IRS    | 1975       | Mumbai          |